# Kosmita z przedmieścia
Kosmita z przedmieścia – amerykańska komedia SF z 1991 roku w reżyserii Burta Kennedy'ego.

## Główne role
- Hulk Hogan – Shep Ramsey
- Christopher Lloyd – Charlie Wilcox
- Shelley Duvall – Jenny Wilcox
- Larry Miller – Adrian Beltz
- William Ball – Gen. Suitor
- Jo Ann Dearing – Margie Tanen
- Jack Elam – Płk Dustin Dusty McHowell
- Roy Dotrice – Zanuck
- Tony Longo – Knuckles
- Michael Faustino – Mark Wilcox
- Mark William Calaway – Hutch
- Laura Mooney – Theresa Wilcox
- Dennis Burkley – Deak
- Luis Contreras – Ringo
- Nick Eldredge – Prezydent Hashina

## Fabuła
Shep Ramsey, bohater galaktyki, udaje się na urlop na planetę M3. Ląduje na Ziemi. Shep ukrywa statek i szuka kryjówki, gdzie mógłby czekać na pomoc. Znajduje ogłoszenie Charliego Wilcoxa - fajtłapy i marzyciela. Przebywa tam, ale wkrótce będzie musiał się ujawnić i podjąć walkę.

## Odbiór krytyczny
Film został negatywnie oceniony przez krytyków; serwis Rotten Tomatoes przyznał mu wynik 20%.